# Il matrimonio che vorrei
Il matrimonio che vorrei (Hope Springs) è un film del 2012 diretto da David Frankel.

## Trama
Kay e Arnold Soames sono una coppia sposata da oltre trent'anni e nonostante il passare degli anni sono ancora innamorati e reciprocamente devoti e fedeli. Tuttavia Kay si rende conto che la passione tra i due non è più quella di un tempo, così, quando legge un saggio scritto da un esperto di relazioni sentimentali e sessuali, il dottor Bernie Feld, cerca di convincere lo scettico e abitudinario marito ad intraprendere una terapia volta a trovare la scintilla che riaccenda la fiamma nel loro rapporto.
Essi dormono in camere separate, rinunciando a qualsiasi affetto fisico. Un giorno, Kay (che lavora come impiegata in un negozio di abbigliamento) racconta ad Arnold (partner in una ditta di contabilità) che ha pagato per loro una settimana di terapia intensiva di coppia con il consulente Feld in una località costiera nel Maine. Arnold, un uomo abitudinario e privo di fantasia, nega che il loro matrimonio sia in difficoltà e inizialmente si oppone a salire su un aereo per una settimana di terapia.
Il dr. Feld cerca di smuovere i loro sentimenti, rivitalizzare la loro relazione e trovare la scintilla che li fece innamorare la prima volta. Nelle sessioni giornaliere nel suo ufficio, il dr. Feld ogni volta pone sempre più domande sulla loro vita sessuale e sui sentimenti reciproci. Arnold è arrabbiato e sulla difensiva, rigidamente resistente al cambiamento ma vedendo la profondità della delusione di sua moglie si sforza di eseguire i vari esercizi di coppia che lui consiglia loro. Scoraggiata dalla riluttanza di Arnold, arrabbiata e piangente, Kay va da sola in un bar dove scopre che non è l'unica a non avere rapporti sessuali. Arnold visita un museo nautico.
Di nuovo insieme, trascorrono la notte nello stesso letto per la prima volta da anni e Kay si sveglia la mattina dopo trovando il braccio di Arnold attorno a lei. A questo segno di progresso, il Dr. Feld sollecita nuovi esercizi di intimità. Fanno dei tentativi di intimità sul letto del loro motel e ancora una volta al cinema durante un film, ma con risultati disastrosi. Arnold finalmente prende l'iniziativa di organizzare una cena romantica e una notte in una locanda di lusso, dove tentano di fare l'amore davanti a un caminetto acceso, ma anche questa serata un esito negativo. Durante la sessione finale, il Dr. Feld dice loro che hanno fatto molti progressi nonostante le battute d'arresto e dovrebbero continuare con un terapeuta a casa.
Tornati a Omaha, riprendono le vecchie abitudini. Kay si offre di tenere il gatto della sua collega che parte per le vacanze e le chiede se può anche fermarsi a dormire a casa sua, come primo passo di una pausa permanente con Arnold. Quella notte, Kay è già nella sua camera da letto con la valigia pronta per trasferirsi, Arnold sale le scale e si ferma alla sua porta, ma non bussa. Entrambi sono mostrati nel letto cercando di dormire. Dopo, Arnold entra nella camera da letto di sua moglie, Kay si desta sorpresa, lui si siede accanto a lei e si abbracciano teneramente. L'amore che segue è naturale e ardente. La mattina dopo è chiaro che qualcosa è cambiato, Arnold bacia la moglie sulla guancia come al solito prima di uscire per recarsi al lavoro, ma ha un ripensamento, così torna indietro e la bacia appassionatamente. Un anno dopo, rinnovano la loro promessa di matrimonio su una spiaggia con il Dr. Feld e i loro figli presenti, realizzando il sogno di Kay.

## Produzione
Noto per l'intera fase di produzione con il titolo Great Hope Springs, il film venne annunciato per la prima volta nell'estate del 2010, quando la Mandate Pictures iniziò le contrattazioni con Meryl Streep e Jeff Bridges, per il ruolo della coppia protagonista, e Mike Nichols per la regia.
Tuttavia la fase di casting venne sospesa e rinviata più volte fino al mese di febbraio 2011, quando Meryl Streep venne confermata nel ruolo della protagonista Maeve Soames, mentre per interpretare il terapista Bernie Feld venne ingaggiato Steve Carell. Nel frattempo per dirigere il film era stato ingaggiato David Frankel, che aveva già lavorato con Meryl Streep nel film Il diavolo veste Prada. Il ruolo del marito Arnold, nei mesi precedenti accostato anche ai nomi di Philip Seymour Hoffman e James Gandolfini, venne invece affidato a Tommy Lee Jones nel successivo mese di maggio.
Con un budget di circa 30 milioni di dollari, il film venne girato principalmente nella seconda metà dell'estate 2011 a Stonington e dintorni, nel Connecticut.

## Distribuzione
Nel mese di aprile 2012 vennero diffusi la prima locandina e il primo trailer, occasione in cui i produttori decisero di cambiare il titolo di lavorazione Great Hope Springs in Hope Springs. Nelle sale cinematografiche statunitensi, la pellicola venne distribuita dall'8 agosto 2012 a cura della Columbia Pictures.
In Italia il film venne distribuito il 18 ottobre 2012 a cura della BiM Distribuzione.

## Accoglienza

### Incassi
Il film incassò 63.536.011 dollari negli Stati Uniti e oltre 107 milioni di dollari in tutto il mondo.

## Riconoscimenti
- 2013 - Golden Globe
  - Candidatura alla miglior attrice protagonista in un film commedia o musicale per Meryl Streep
- 2013 - BMI Film & TV Awards
  - Miglior film a Theodore Shapiro
- 2013 - Premio Jupiter
  - Miglior attore internazionale per Tommy Lee Jones
  - Candidatura alla miglior attrice internazionale per Meryl Streep
- 2013 - Guild of Music Supervisors Award
  - Miglior colonna sonora